# Ерих Ауербах
Ерих Ауерба́х (на немски: Erich Auerbach) е германски филолог, историк на романските литератури. Най-прочутото му съчинение е „Мимезис: Изобразяването на действителността в западноевропейската литература“.

## Биография
Роден е на 9 ноември 1892 г. в Берлин, Германия, в еврейско семейство. Учи в Берлин, Фрайбург, Мюнхен. През 1913 г. става доктор по право в Хайделбергския университет. Участва в Първата световна война. След нея решава да смени професията си и завършва филологическия факултет на Грайфсвалдския университет (1921). През 1923 – 1929 години работи в Държавната библиотека на Прусия в Берлин. Превежда на немски Джамбатиста Вико (1924). От 1929 г. преподава във филологическия факултет на Марбургския университет. Поддържа кореспонденция с Валтер Бенямин, който високо оценява дисертацията на Ауербах върху творчеството на Данте. След идването на нацистите на власт е отстранен от преподавателското място (1935). Емигрира в Турция и става преподавател в Истанбулския университет. В Истанбул пише и отпечатва книгата си „Мимезис: Изобразяването на действителността в западноевропейската литература“ (1946), обявявана за неговия шедьовър. От 1947 г. живее и работи в САЩ. Преподава в Пенсилванския университет, след това – в Принстън. От 1950 г. е ангажиран като професор по романска филология в Йейл, където остава до смъртта си. Докато е в Йейл, става научен консултант на дисертацията на Фредерик Джеймисън.
Умира на 13 октомври 1957 година в Кънектикът, САЩ, на 64-годишна възраст.

## Идеи
Основната книга на Ауербах е „Мимезис“ написана в Истанбул. Тя е преведена през 1953 на английски, а след това на много други езици, и оказва огромно въздействие върху теорията и практиката на интерпретацията на литературата, културата, историята в хуманитарните дисциплини и в социалните науки на Запада. Под влияние на студиите по европейска словесност от Омир до Вирджиния Улф, включени в сборника „Мимезис“, се ражда микроисторическият подход на Карло Гинзбург. На тази книга са задължени също и Джордж Стайнър, Едуард Саид, Джефри Хартман, Фредерик Джеймисън, а в България – Никола Георгиев и Богдан Богданов.